# Wuhu
Wuhu (chiń. 芜湖; pinyin Wúhú) – miasto o statusie prefektury miejskiej we wschodnich Chinach, w prowincji Anhui, nad rzeką Jangcy. W 2010 liczba mieszkańców miasta wynosiła 513 241. Prefektura miejska w 1999 liczyła 2 187 486 mieszkańców. Ośrodek przemysłu metalurgicznego, maszynowego, precyzyjnego, włókienniczego, spożywczego i stoczniowego. W mieście mieści się port śródlądowy, który jest dostępny dla statków morskich. Stolica rzymskokatolickiej diecezji Wuhu.

## Podział administracyjny
Prefektura miejska Wuhu podzielona jest na:
- miasto: Wuwei
- 4 dzielnice: Jinghu, Yijiang, Jiujiang, Sanshan,
- 3 powiaty: Wuhu, Fanchang, Nanling.

## Współpraca
- Kōchi, Japonia
- Pawia, Włochy
- Torrejón de Ardoz, Hiszpania